# Морганте
Морганте је најважнији еп италијанског писца Луиђија Пулчија. Он добија задатак да напише ово дело од Лукреције Торнабуони, мајке Лоренца Величанственог (Лоренцо де Медичи). Тражила му је да напише један витешки еп који ће бити омаж француском двору, а са друге стране је требало да покаже да и сама Фиренца гаји сличне вредности и 
да може да се носи са вредностима које се гаје на француском двору и да је та култура једна од заједничких тачака француског двора и Фиренце. Дело је написано у октавама (укупно 30080 стихова), има 28 певања и сачињено је из два дела: први део, под називом Морганте Мађоре (Морганте Старији), има 23 певања и објављен је 1478. године, док се други део- Морганте Миноре (Морганте Млађи) појавио 1483. године и њега чине пет певања.

## Радња дела
Еп почиње тако што Орландо одлази од Карла Великог на исток, упада у различите авантуре, спасава принцезе, градове од опсаде, као и манастире. У једном таквом манастиру му се опати жале да им прете три дива и наносе им велику штету. Он као прави витез убија два дива и долази на врата трећег дива, по имену Морганте. Орландо га преображава у хришћанство и они тада крећу у авантуре. Након низа перипетија, у 18. певању срећу Маргутеа, познатијег као ,,патуљасти џин" (добио је такав надимак због раста од четири метра, будући да су дивови углавном били високи око осам метара). Оба лика представљају пародију на витешку   традицију, као и на каролиншки циклус, а после многобројних подухвата умиру на потпуно баналан начин. Морганте умире од уједа рака, док је Маргуте умро од смеха, када се једне ноћи пробудио и видео да је мајмун обуо његове жуте чизмице
Других пет певања су много другачија и садржајем и тоном и сматрају се врстом Пулчијевог одговора Марсилију Фићину на све оптужбе. Ова певања говоре о Орландовој смрти у бици код Ронсевала 778. године. Последњих пет певања, ако се читају дубље, могу да постану нека врста имплицитне ауторове ангажованости.

## Стил
Овај еп карактерише нижи регистар, као и комично- реалистични тон. Хибербола је обележје читавог дела, почевши од тога да је протагониста див. Пулчи је оригиналан у стилу и језичком експресионизму, који ће карактерисати читав век. Луиђи Пулчи ће се често позивати на Дантеа Алигијерија, што самом лексиком (плурилингвизмом), што директно, помињаће се такође и јунаци из Пакла. Свесно оставља одређене карактеристике кантара. Кантерини су певали о свим догађајима на трговима и формирали су своје одређене приповедачке технике и временом су почели да записују оно што изводе и тако настају кантари. 